# Deltocephalus incisurus
Deltocephalus incisurus är en insektsart som beskrevs av Delong 1926. Deltocephalus incisurus ingår i släktet Deltocephalus och familjen dvärgstritar. Inga underarter finns listade i Catalogue of Life.